# York (Lancashire)
York – osada w Anglii, w hrabstwie Lancashire, w dystrykcie Ribble Valley. Leży 40 km na północ od miasta Manchester i 299 km na północny zachód od Londynu.